# Сапар Ісаков
Сапар Ісаков (нар. 29 липня 1977) — киргизький державний діяч, колишній прем'єр-міністр Киргизької Республіки (25 серпня 2017 — 19 квітня 2018), керівник Апарату президента Киргизької Республіки (2017). Член політичної ради Соціал-демократичної партії Киргизстану.

## Біографія
Ісаков Сапар Джумакадирович народився 29 липня 1977 року у місті Фрунзе Киргизької РСР. 1994 року закінчив школу-гімназію № 16 імені 40 років Киргизстану в місті Ош, 1999 року — Міжнародний Університет Киргизстану за фахом «Міжнародне право».
1 березня 2017 року указом Президента Киргизької Республіки Алмазбека Атамбаєва призначений керівником Апарату президента Киргизької Республіки.
25 серпня 2017 року депутати Жогорку Кенеша обрали Сапара Ісакова прем'єр-міністром Киргизької Республіки.
19 квітня 2018 року президент Киргизької республіки С. Жеенбеков підписав указ про відставку уряду на чолі Сапара Ісакова, через вотум недовіри парламенту..
Надзвичайний і Повноважний Посол Киргизької Республіки, Державний радник державний служби 3 класу.